# Eidgenössische Volksinitiative «Familien stärken! Steuerfreie Kinder- und Ausbildungszulagen»
Die eidgenössische Volksinitiative «Familien stärken! Steuerfreie Kinder- und Ausbildungszulagen» war eine von der CVP lancierte schweizerische Volksinitiative, über die die Schweizer Stimmbürger am 8. März 2015 abstimmten. Die Initiative verlangte die Steuerfreiheit von Kinder- und Ausbildungszulagen. Die Initiative wurde vom Souverän deutlich verworfen.

## Initiativtext
Die Bundesverfassung wird wie folgt geändert:
Art. 116 Abs. 2 zweiter Satz (neu)

## Positionen und Argumente

### Pro
Befürwortet wurde die Initiative von der CVP, der Evangelischen Volkspartei und Pro Familia Schweiz.
Die Befürworter der Initiative argumentierten, rund ein Fünftel der Kinder- und Ausbildungszulagen würden durch den Staat von den Familien wieder eingezogen. Dies widerspreche dem staatlich festgelegten Grundsatz der Besteuerung nach wirtschaftlicher Leistungsfähigkeit. Würden Kinder- und Ausbildungszulagen von den Steuern befreit, kämen sie den Familien sofort zugute und kompensierten die Kinder- und Ausbildungskosten direkt und verbesserten dadurch ihre Kaufkraft, unabhängig vom gewählten Lebens- oder Erwerbsmodell.

### Contra
Bundesrat und Parlament empfahlen die Initiative zur Ablehnung.
Die Gegner der Initiative argumentierten, vor allem wohlhabende Familie würden von der Steuerbefreiung profitieren. Ausserdem seien die Steuerausfälle, welche durch die Steuerbefreiung der Kinder- und Ausbildungszulagen zu erwarten wären, für den Bundeshaushalt untragbar.